# Andrzej Sobkowiak
Andrzej Sobkowiak (ur. 8 listopada 1951 w Rzeszowie) – polski chemik, profesor nauk chemicznych, wykładowca akademicki, rektor Politechniki Rzeszowskiej im. Ignacego Łukasiewicza w latach 2005–2008, 2008-2012.

## Życiorys
Absolwent I Liceum Ogólnokształcącego w Rzeszowie. W 1973 ukończył studia inżynierskie na Wydziale Technologii Chemicznej Wyższej Szkoły Inżynierskiej w Rzeszowie, a w 1975 studia magisterskie na Wydziale Matematyki, Fizyki i Chemii Uniwersytetu Łódzkiego. W 1982 na tej samej uczelni uzyskał stopień doktora nauk chemicznych w oparciu o pracę zatytułowaną Elektrochemiczne hydroksylowanie niektórych związków aromatycznych i napisaną pod kierunkiem Bolesława Fleszara. Habilitował się również na UŁ w 1994 na podstawie rozprawy Elektrochemiczne i widmowe badania reakcji tlenu cząsteczkowego i nadtlenku wodoru ze związkami organicznymi, katalizowane kompleksami metali przejściowych. 8 czerwca 2006 otrzymał tytuł profesora nauk chemicznych. Specjalizuje się w zagadnieniach chemii fizycznej, elektrochemii, elektrokatalizy, technologii chemicznej i katalizy.
Zawodowo od 1973 związany z rzeszowską WSI, przekształconą następnie w Politechnikę Rzeszowską. Doszedł do stanowiska profesora zwyczajnego na Wydziale Chemicznym. W 2000 został kierownikiem utworzonego wówczas Zakładu Chemii Fizycznej, a następnie Katedry Chemii Fizycznej. W 1999 objął stanowisko prorektora ds. ogólnych i współpracy z zagranicą, które zajmował przez dwie kadencje. W 2005 po raz pierwszy wybrany na urząd rektora PRz. W 2008 uzyskał reelekcję na drugą kadencję (do 2012). Działa m.in. w Komitecie Chemii Polskiej Akademii Nauk. Wybrany na członka Centralnej Komisji ds. Stopni i Tytułów na kadencję 2017–2020.

## Odznaczenia
Odznaczony m.in. Krzyżem Kawalerskim (2005) i Oficerskim (2011) Orderu Odrodzenia Polski, Złotym Krzyżem Zasługi (1998). Wyróżniony m.in. Medalem Komisji Edukacji Narodowej (2001).